# Hyde Parker (Vizeadmiral, 1786)
Hyde Parker (* 1786; † 26. Mai 1854) war ein britischer Vizeadmiral der Royal Navy.
Er diente in den Napoleonischen Kriegen und wurde 1852 von der Admiralität zum Ersten Seelord ernannt. Er war der Sohn des Admirals Sir Hyde Parker (1739–1807) und der Enkel von Vizeadmiral Sir Hyde Parker, 5. Baronet (1714–1782).
Er wurde als Companion in den Order of the Bath und als Ritter in den spanischen Orden de Isabel la Católica aufgenommen.
1821 heiratete er Caroline Eden, Tochter des Sir Frederick Eden, 2. Baronet. Mit ihr hatte er drei Kinder:
- Louisa Ann Parker († 1868)
- Caroline Maria Parker († 1890)
- Sir William Parker, 9. Baronet (of Melford Hall) (1826–1891)